# Ati (Chad)
Ati (en árabe: أتي) es una ciudad de Chad, situada en el centro del país, a 447 km de la capital nacional, Yamena. Es capital de la región de Batha y del departamento de Batha Oeste. Cuenta con 25.373 habitantes (2008).